# Michel de Corbeil
Pour les articles homonymes, voir Corbeil.
Michel de Corbeil, né à Corbeil vers 1145 et mort le 28 novembre 1199, est un prélat français de la fin du XIIe siècle.

## Famille
Michel est le grand-oncle de Renaud ou Réginald de Corbeil, évêque de Paris.
Son frère, Pierre de Corbeil, est évêque de Cambrai avant de lui succéder comme archevêque de Sens.
Mathilde, sa sœur, est abbesse de l'abbaye de Chelles.

## Biographie
Il est successivement chanoine de l'abbaye Saint-Géry à Cambrai, archidiacre dans la cathédrale de Bruxelles, doyen des églises de Laon puis de Paris en 1192.
Il refuse d'abord le patriarchat de Jérusalem avant d'être élu archevêque de Sens et d'être sacré le 24 avril 1194.
Il préside le concile de Sens en 1198.
Il décède le 28 novembre 1199 et est remplacé par son frère Pierre de Corbeil, alors évêque de Cambrai.